# Deems Taylor
Joseph Deems Taylor (New York, 22 dicembre 1885 – New York, 3 luglio 1966) è stato un compositore e critico musicale statunitense.

## Biografia
Deems Taylor nacque a New York nel 1885, figlio di JoJo e Katherine Taylor. Completato il ciclo di studi obbligatori, si iscrisse alla New York University per diventare architetto,, ma intraprese ben presto con successo gli studi musicali, nonostante le sue competenze in materia fossero pressoché nulle. Nel 1910 si sposò con la giornalista Jane Anderson. Il successo giunse nel 1916, quando scrisse la cantata The Chambered Nautilus, seguita da Through the Looking-Glass (per orchestra) nel 1918; nello stesso anno divorziò dalla moglie.
Tra il 1919 e il 1929 fu tra gli animatori della Tavola rotonda dell'Algonquin, un circolo di scrittori, autori e critici che usavano incontrarsi all'Hotel Algonquin di Manhattan. Fu qui che conobbe Dorothy Parker, con cui ebbe una breve relazione, per poi risposarsi, nel 1921, con l'attrice e scrittrice Mary Kennedy, da cui divorziò nel 1934. Dalla loro unione nacque, nel 1926, Joan Kennedy Taylor.
Nel 1921 fu assunto come critico musicale al New York World, e in questo periodo gli fu offerto di scrivere un'opera per il Metropolitan Opera. Il risultato fu The King's Henchman, con il libretto di Edna St. Vincent Millay. Nel 1931 uscì la sua seconda produzione, Peter Ibbetson op. 20, opera in 3 atti, libretto del compositore e Constance Collier con la première nel Metropolitan diretta da Tullio Serafin con Lucrezia Bori e Lawrence Tibbett.
Per tutta la sua vita Deems Taylor promosse la musica classica, collaborando come commentatore radiotelevisivo ai concerti della New York Philharmonic. Nel 1940, su richiesta di Walt Disney, apparve nel film Fantasia nel ruolo di narratore, e diede un apporto fondamentale alla scelta delle musiche da usare, in particolare pretendendo (contro il parere di molti collaboratori) l'impiego della La sagra della primavera di Igor' Fëdorovič Stravinskij. Nel 1945 sposò in terze nozze la costumista Lucille Watson-Little, da cui divorziò nel 1953. Un anno dopo scrisse il commento alla registrazione dell'Ouverture 1812 di Čajkovskij eseguita dall'Orchestra Sinfonica di Minneapolis diretta da Antal Doráti per conto della casa discografica Mercury Records, ancora oggi una delle versioni più note del pezzo.
Dal 1940 al 1946 Taylor presiedette la ASCAP, che nel 1967 istituì un premio in sua memoria, il Deems Taylor Award, che intende premiare libri, articoli, trasmissioni radiotelevisive e siti web inerenti alla musica che si siano particolarmente distinti.
Il suo lavoro di presentatore radiotelevisivo, critico e commentatore finì per mettere in secondo piano quello di compositore, che merita comunque grande attenzione. La musica di Taylor si presenta spiritosa, sempre ben strutturata, ben ritmata e coinvolgente. Lo stile base dei suoi lavori è fondamentalmente post-Romantico, refrattario a tendenze moderniste, tranne che forse nell'orchestrazione. Il suo conservatorismo, mancante di una marcata componente personale, aiuta a capire l'accoglienza entusiastica riservata alle sue opere (The King's Henchman e Peter Ibbetson furono replicate al Metropolitan più di qualsiasi altra opera di compositori statunitensi, e nessun'opera di nessun compositore contemporaneo negli Stati Uniti ebbe una così larga diffusione), ma anche i motivi del loro oblio dopo la sua morte.

## Composizioni scritte da Deems Taylor
Opere e balletti
- The King's Henchman (1927), su un libretto in lingua inglese di Edna St. Vincent Millay
- Peter Ibbetson (1931), su libretto di Deems Taylor e Constance Collier
- Ramuntcho
- Casanova

Musica vocale
- The Banks o' Doon
- Fair Yolanthe
- The Faithless Lover
- Girometta
- In the Country
- A Lovely Light
- Nay, My Years Are Tender
- La petite robe
- Rantin' Rovin' Robin
- The Siesta
- Song to a Sleeping Child
- The Highwayman: cantata for baritone solo, chorus of mixed voices and orchestra

Musica sacra
- Processional for Chorus and Orchestra

Musica orchestrale
- Circus Day - Eight Pictures from Memory
- Lucrece, Suite for Strings
- Attraverso lo specchio, suite orchestrale dopo il racconto omonimo
- Three Century Suite
- Peter Ibbetson Suite
- Janice Meredith, colonna sonora

## Al cinema
James LeGros interpretò Deems Taylor nel film Mrs. Parker e il circolo vizioso (1994). Nella versione integrale di Fantasia del 2000, i suoi commenti furono ridoppiati da Corey Burton, questo perché alcune parti delle registrazioni vocali di Taylor erano troppo rovinate, rendendo necessario ridoppiare tutto il film per uniformità.
Film interpretati (come sé stesso)
- Fantasia (1940)
- The Hard-Boiled Canary (1941)

## Doppiatori italiani
- Arrigo Colombo in Fantasia (doppiaggio 1946)
- Pino Colizzi in Fantasia (doppiaggio 1967)
- Germano Longo in Fantasia (doppiaggio 1986)
- Saverio Indrio in Fantasia (doppiaggio 2010)